# Elland Road
Elland Road è uno stadio britannico di Leeds, capoluogo della contea inglese del West Yorkshire.
Prende il nome dalla strada in cui sorge e, benché fin dal primo dopoguerra sia noto per essere quasi esclusivamente dedito al calcio, in realtà esso nacque nel 1897 come impianto di proprietà dell'Holbeck R.C., uno tra i primi club professionistici di rugby a 13.
Passato poi al Leeds City nel 1904, che per un periodo coabitò con lo Yorkshire Amateur, dal 1919 Elland Road è l'impianto interno del Leeds Utd, club nato in quell'anno e che da allora, a parte un periodo tra il 2004 e il 2017, ne detiene la proprietà.
Nel corso della sua ultrasecolare attività ha accolto gare internazionali di calcio, rugby a 13 e anche rugby a 15 e ospitato manifestazioni come il campionato europeo di calcio 1996, la Coppa del Mondo di rugby 2015 e la Coppa del Mondo di rugby a 13 1989-1992; inoltre è stata designata, di quest'ultima manifestazione, a ospitarne gare pure dell'edizione 2021.
Durante la pandemia di COVID-19 ha svolto funzioni di sostegno al servizio sanitario nazionale operando come centro di vaccinazione contro il virus.
La capacità alla stagione 2020-21 è di 37792 e dalla stagione 2021-22 il terreno di gioco è un tappeto di erba ibrida.

## Storia
Lo stadio originale era un campo di gioco costruito nel 1897 dal birrificio Bentley's e noto come Old Peacock Ground dal nome del pub che sorgeva dall'altro lato della strada.
L'Holbeck R.C., neoformato club di rugby league a seguito della scissione di Huddersfield tra i due codici della disciplina, acquistò il campo nel 1898 per il corrispettivo di 1100 £ e l'accordo che esso sarebbe stato utilizzato almeno per i successivi sette anni e che il servizio di ristorazione interno sarebbe stato assicurato dallo stesso birrificio
L'impianto fu dotato di una tribuna in previsione del suo impiego in Lega, e iniziò a essere chiamato con il nome attuale di Elland Road; nel 1898 vi si disputò anche il primo incontro di calcio, la finale della coppa dello Yorkshire occidentale tra Hunslet e Harrogate, vinta 1-0 dai primi.
Nel 1902 un club calcistico, il Leeds Woodville, prese in affitto l'impianto e lo condivise per il biennio successivo con l'Hollbeck; tuttavia, nel 1904, quest'ultimo si sciolse dopo avere perso contro il St Helens di Liverpool l'accesso alla prima divisione e, conseguentemente, mise l'impianto in vendita.
Il 30 agosto 1904 i soci del Leeds Woodville e alcuni di quelli del liquidando Holbeck si consorziarono a formare un nuovo club calcistico, il Leeds City, che prese in gestione l'impianto a 75 £ l'anno e il diritto d'acquisto a 5000 £, prezzo che già a novembre era sceso a 4500.
A marzo 1905 il Leeds City si registrò ufficialmente come società a responsabilità limitata con un capitale sociale di 10000 £ e in previsione della stagione successiva iniziò lavori di ampliamento dello stadio con la costruzione di una nuova tribuna, la West Stand, da 5000 posti al costo di 1050 £, che aumentò la capienza a 22000 posti, e l'allargamento del campo di gioco.
Un anno più tardi il campo di gioco fu ruotato di 90 gradi e assunse l'attuale andamento longitudinale nord-sud.
Nel 1919, dopo il termine della Grande Guerra e anni di attività a ritmo ridotto, durante i quali il terreno di gioco fu usato come poligono di tiro per esercitazioni dei fucilieri, il Leeds City si trovò nella necessità di dover investire almeno 1000 £ nella ristrutturazione degli spalti e del campo di gioco; inoltre, l'area su cui sorge Elland Road era, all'epoca, ancora di proprietà del birrificio Bentley's che avrebbe ripreso l'impianto nel 1926 se non fosse stato riscattato entro quella data
Il 13 ottobre di quell'anno, tuttavia, il Leeds City fu espulso dalla Football League per irregolarità legate a incentivi ai giocatori non dichiarati e il 17 ottobre i cartellini dei suoi giocatori furono posti all'asta, per un ricavo di più di 10000 £.
In quello stesso giorno un gruppo di ex amministratori e un ex giocatore del club si riunirono a formare il Leeds Utd, formalmente registrato il 31 ottobre successivo, che ereditò Elland Road in coabitazione con il Yorkshire Amateur, suo primo avversario.

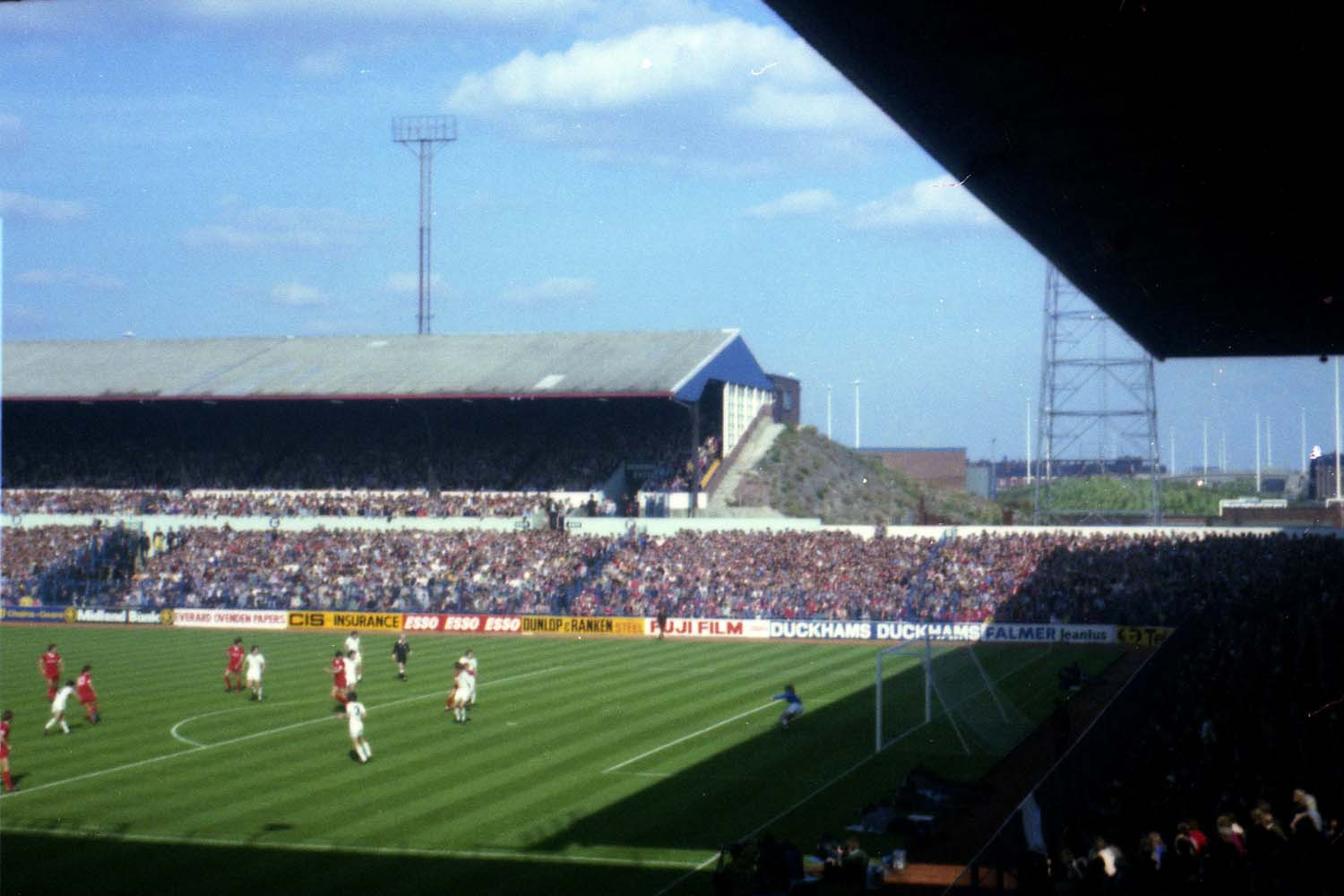
La vecchia tribuna su Lowfields Road nel 1979

Nel 1933 fu costruito un tetto sospeso sulla tribuna lungo Lowfields Road, e nel 1939 il club fu promosso in First Division; dopo la seconda guerra mondiale, nel 1953, furono installati i primi tralicci per illuminazione elettrica notturna e nel 1957 la tribuna principale fu completamente ricostruita a seguito di un incendio che aveva distrutto un anno prima quella preesistente.
Il 1971 vide il completo rifacimento del terreno di gioco e l'installazione di un impianto di riscaldamento sotterraneo e, nel 1973, furono installati nuovi tralicci luminosi alti 250 piedi (76 m), all'epoca i più alti tra gli impianti della lega calcio inglese.
Prima e dopo tali lavori di illuminotecnica furono realizzate due nuove tribune sospese, la North Stand, ribattezzata Kop, ultimata nel 1970, e la contrapposta South Stand nel 1974; non vi furono più lavori di rilievo per un ventennio quando, per adeguare lo stadio ai requisiti UEFA al fine di ospitare il campionato europeo di calcio 1996, la struttura fu trasformata in impianto con tutti i posti a sedere; la tribuna su Lowfields Road fu ricostruita dopo demolizione e riaperta nel gennaio 1994, mentre nell'estate successiva la Kop fu intitolata a Don Revie.
Nel corso del campionato europeo accolse tre gare della fase a gironi, tutte e tre aventi a protagonista la Spagna (contro Francia, Bulgaria e Romania).
Appena un anno addietro gli inglesi avevano pareggiato 3-3 a Elland Road contro la Svezia il primo incontro calcistico internazionale di sempre in tale stadio nonché il primo fuori da Wembley dal 1966.
Fuori dall'ambito calcistico aveva ospitato, altresì, numerosi incontri internazionali di rugby a 13 fin dagli anni venti, tra i più importanti dei quali quello della Coppa del Mondo 1989-92 in cui l'Australia batté 14-0 la Gran Bretagna.
Nel 2001 la proprietà del club sottopose ai tifosi un sondaggio per il cambio di stadio, e la stragrande maggioranza di essi, quasi il 90%, si espresse per una nuova sistemazione, ma una crisi finanziaria del club e la retrocessione provocarono l'immediato accantonamento di tale progetto.
A seguito di tali difficoltà economiche Elland Road fu venduto per 8000000 £ a un consorzio anglo-americano capeggiato da Sebastian Sainsbury e ripreso in affitto.
Pochi mesi prima la West Stand era stata ribattezzata John Charles Stand in onore di John Charles, ex giocatore, tra le altre, di Leeds Utd e Juventus, scomparso a inizio 2004 a 72 anni.
Nel 2013 Elland Road fu annunciata come una delle sedi scelte dal comitato organizzatore della Coppa del Mondo di rugby 2015 per accogliere gare di tale torneo; benché non fosse la prima volta in assoluto che l'impianto accoglieva incontri di rugby a 15 (nel 1992 fu sede di una partita infrasettimanale tra una selezione del Nord dell'Inghilterra e il Sudafrica) si trattava tuttavia delle prime gare internazionali in esso disputate; nel corso di torneo vi si tennero due incontri della fase a gironi, Scozia ‒ Stati Uniti e Canada ‒ Italia.
Alla fine della stagione sportiva 2016-17 lo stadio fu riacquistato dal Leeds Utd ‒ ancora in seconda divisione dal 2004 ‒ sotto la nuova governance del proprietario italiano del club Andrea Radrizzani.
Nel 2020 il Leeds Utd ribattezzò altre due tribune: il 23 aprile South Stand fu rinominata Norman Hunter Stand e la East Stand Jack Charlton Stand in omaggio a, rispettivamente, Norman Hunter, calciatore degli anni settanta deceduto a causa del COVID-19 pochi giorni prima, e Jack Charlton, morto nel luglio precedente, che spese 23 anni da giocatore nel club dal 1950 al 1973.
A inizio 2021 il club sostituì il prato, danneggiato dalle condizioni meteorologiche avverse dell'ultimo anno, con uno in erba ibrida di seconda mano come soluzione-ponte fino a fine stagione, in attesa di sostituirlo completamente con uno con la stessa tecnologia previa lavori di rifacimento dell'impianto di drenaggio del terreno.
In occasione della Coppa del Mondo di rugby a 13 2021, inoltre, Leeds è stata scelta per ospitare la manifestazione con due stadi, uno dei quali Elland Road, destinato quale sede di una delle due semifinali del torneo.

## Altri utilizzi
Tra gli altri sport praticati a Elland Road figura, sia pur brevemente, il football americano: la squadra del Leeds Cougars ivi disputò gli incontri interni nella stagione 1986.
Lo stadio ha ospitato anche diversi concerti, tra i più noti dei quali quello dei Queen nel maggio 1982, degli U2 nel luglio 1987 e in due occasioni i Kaiser Chiefs nel 2008 e nel 2019, quest'ultimo nel quadro delle celebrazioni per il centenario del Leeds Utd.
Dal 1985 al 2013, inoltre, lo stadio ospitò il raduno annuale dei Testimoni di Geova dello Yorkshire e zone limitrofe.
A febbraio 2021 Elland Road è divenuto uno degli hub vaccinali predisposti a Leeds dal servizio sanitario britannico nel quadro delle attività di contrasto alla pandemia di COVID-19.

## Incontri internazionali di rilievo

### Calcio
| Arbitro: | Vadzim Žuk |

|               |           |              |
| Djorkaeff 49’ | Marcatori | 86’ Caminero |

### Rugby a 13
| Arbitro: | Alain Sablayrolles |

|  |    |                             |
|  | mt | Elias Ettingshausen Meninga |
|  | tr | Meninga                     |

### Rugby a 15
| Arbitro: | George Clancy |

|                       |      |                          |
| Rizzo 16’ García 58’  | mt   | 15’ v.d. Merwe 44’ Evans |
| Allan 16’, 58’        | tr   | 15’ Hirayama             |
| Allan 24’, 40’, 80+1’ | c.p. | 14’, 72’ Hirayama        |